# Ministerio de Cultura de Rusia
El Ministerio de Cultura de la Federación de Rusia, denominada también Ministerio de Cultura de Rusia (Министерство культуры Российской Федерации y Минкультуры России en ruso, trans.: Ministerstvo Kultury Rossiyskoi Federatsii, Minkultury Rossii) es un ministerio del Gobierno Ruso responsable y encargado de las esferas culturales, arte, cine, archivos y cooperaciones culturales con otros países.

## Estructura
El departamento se formó el 2 de mayo de 2008 en base del antiguo Ministerio de Cultura y Comunicaciones (Ministerstvo Kultury i Massovykh Rossiyskoi Federatsii). En el pasado, el Ministerio estuvo operativo entre 1953 y 1992 y del 1992 al 2004 (entonces denominado Ministerio de Cultura y Turismo: Ministerstvo Kultury i Turizma Rossiyskoi Federatsii).
- Servicio Federal para el Control sobre la Cultura. Disuelto en 2011.
- Agencia de Archivos Federales.